# مستشفى فرح للولادة
مستشفى فرح للتوليد هو مستشفى أفتتح عام 1994، يتكون المستشفى من 12 طابقاً، يقع في منطقة الدوار الرابع جبل عمان في مدينة عمان عاصمة الأردن، مؤسس المستشفى هو الدكتور زيد الكيلاني.

## الخدمات الطبية المقدمة
المستشفى متخصص في أمراض النساء والتوليد والطب الإنجابي ويخدم التخصصات الأخرى في الطب بما في ذلك طب الأطفال وطب الأطفال حديثي الولادة والجراحة التجميلية والأنف والأذن والحنجرة على سبيل المثال لا الحصر، ويوفر المستشفى خدمات فندقية ذات خمسة نجوم، عدد الأسرّة 61 سريراً.

## وصلات خارجية
- الموقع الرسمي لوزارة الصحة في الأردن